# دير اينسيديلن
دير اينسيديلن هو دير كاثوليكي تابع لالرهبنة البندكتية يقع في قرية اينسيديلن ، سويسرا.